# Julian Edwards
Julian Edwards (født 11. december 1855 i Manchester, død 5. september 1910 i Yonkers, New York) var en engelsk komponist, virksom i USA.
Edwards, der var elev af Herbert Oakeley og George Alexander Macfarren, blev kapelmester ved Covent Garden-teatret, men flyttede 1888 over til Amerika. Han komponerede operaerne Corinne (1880), Victorian (1883), Jupiter (1892; komisk), King Rene's daughter (1893), Friend Fritz (samme år) med flere, endvidere mange operetter och 4 korværk (blandt andre Lazarus, 1910).